# 弗里斯托鎮區 (密蘇里州本頓縣)
弗里斯托鎮區（英語：Fristoe Township）是位於美國密蘇里州本頓縣的一個行政鎮區。

## 地方資料
弗里斯托鎮區的面積為214.15平方千米，當中陸地面積為208.45平方千米，而水域面積為5.69平方千米。根據2020年美國人口普查的數據，當地共有人口2442人，而人口密度為每平方千米11.4人。